# Букумира, Никола
Никола Букумира (серб. Nikola Bukumira; род. 7 сентября 2005) — сербский футболист, полузащитник клуба «Раднички» (Крагуевац).

## Клубная карьера
Букумира — воспитанник клуба «Раднички» из Крагуеваца. 6 ноября 2023 года в матче против «Спартака» из Суботицы он дебютировал в сербской Суперлиге. 8 мая 2024 года в поединке против ТСЦ Никола забил свой первый гол за Раднички.